# Clelia Grillo Borromeo
Pour les articles homonymes, voir Borromeo.
Clelia Grillo Borromeo Arese ou Celia Grillo Borromeo ou comtesse Clelia Borromeo (Gênes 1684 – Milan 23 août 1777) est une naturaliste et mathématicienne italienne du XVIIIe siècle.

## Biographie
Clelia Grillo est issue d'une famille nombreuse de la noblesse génoise. Son père Marcantonio, duc de Mondragone et marquis de Clarafuente, et sa mère la marquise Maria Antonia Imperiali ont deux garçons (Agapito et Carlo) et cinq filles (Livia, Nicoletta, Anna Ginevra et Teresa en plus d'elle-même). Même si sa date de naissance n'est pas connue avec précision, le registre des décès de la paroisse de Sainte-Euphémie certifie son âge de 93 ans ; elle serait donc née avant le 23 août 1684. Sa famille, l'une des plus notables de l'Italie du Nord, est apparentée à d'illustres maisons européennes.
Elle épouse le 8 mars 1707 le comte Giovanni Benedetto Borromeo Arese dont le père, le comte Carlo Borromeo Arese (it), est l'un des hommes les plus riches du duché de Milan et le futur vice-roi du royaume de Naples. Elle devient ainsi comtesse de Borromeo.
De ce mariage naissent huit enfants : Giulia (1709–1731), Renato (1710–1778), Maria Paola (1712–1761), Francesco (1713–1775), Giuseppe (1714–1715), Antonio (1715), Giustina (1717–1741) et Vitaliano (1720–1793). Malgré cette apparente réussite familiale, son esprit d'indépendance, sa manière d'éduquer ses enfants et ses opinions politiques l'opposent à son puissant beau-père, conservateur et favorable à la domination autrichienne.
Clelia Grillo tient salon, dans sa résidence du palais Borromeo ; ce salon se fait connaître comme l'Academia Cloelia Vigilantium et est régi à partir de 1719 par des statuts rédigés par Antonio Vallisneri. Ses objets sont les sciences expérimentales et les arts libéraux. L’académie encourage les recherches sur les animaux et les plantes rares, diffuse les connaissances scientifiques comme les théories newtoniennes. La plupart des manuscrits ont disparu mais les témoignages des visiteurs, italiens et étrangers, louent ses connaissances scientifiques et linguistiques : elle aurait elle-même tenu des leçons de mathématiques et de physique, aurait pratiqué couramment au moins huit langues (le toscan, le latin, le grec, le français, l'espagnol, l'allemand, l'anglais et l'arabe). Néanmoins, rien dans ce qui est connu de son éducation ne permet d'expliquer ces témoignages élogieux. Sa seule formation avérée est celle qu'elle a reçue au monastère de la Miséricorde et explique difficilement son niveau supposé en langues et en sciences dès ses vingt ans.
À la mort de son mari en 1744, le palais revient à son fils aîné Renato et Clelia Grillo part vivre avec une rente dans la résidence familiale à Milan. Lors de la guerre de Succession d'Autriche elle adopte ouvertement une position pro-espagnole, notamment pendant la (courte) domination espagnole de Milan en 1746. La reprise de la ville par les Autrichiens l'oblige à fuir à Bergame, puis à Gorizia, l'exil étant accompagné d'une séquestration de ses biens. Après quelques années de résistance, financièrement exsangue, Clelia Grillo cède devant l'impératrice Marie-Thérèse et est autorisée à rentrer à Milan. Elle y rouvre un salon de rayonnement moindre, consacré à l'histoire, à la poésie et au théâtre.
Elle meurt le 23 août 1777 à l'âge de 93 ans, ayant survécu à son mari et six de ses huit enfants.

## Postérité
Parmi ses visiteurs, Luigi Guido Grandi lui a dédié son Flores Geometrici Ex Rhodonearum Et Cloeliarum Curvarum et a nommé les clélies, une sorte de courbes sphériques, en son honneur. Montesquieu dans sa correspondance vante sa beauté.
Charles de Brosses la décrit dans Lettres familières écrites d’Italie : « La comtesse Clélie Borromée qui, non seulement sait toutes les sciences et les langues de l'Europe, mais encore qui parle arabe comme l'Alcoran… »
À son retour d'exil à Milan, Clelia Grillo est accueillie triomphalement et ses amis font frapper une médaille à son effigie.